# 下拖乡
下拖乡，是中华人民共和国四川省甘孜藏族自治州道孚县下辖的一个乡镇级行政单位。

## 行政区划
下拖乡下辖以下地区：
托比村、一吾村、下瓦然村、佐估村、上瓦然村、荣须恩村和麦里村。